# Turquestan Oriental
El Turquestan Oriental o Uiguristan és el territori del poble uigur. És una regió cultural i lingüística en el sector oriental del Turquestan. Tot i que coincideix amb la província xinesa de Xinjiang els uigurs rebutgen el topònim xinès "Xinjiang" per sinocèntric, ja que aquest mot vol dir literalment "Nova Frontera" i va ser adoptat després de la integració del territori a l'Imperi Xinès.
Durant la guerra Civil Xinesa va tenir lloc la rebel·lió d'Ili que va establir la Segona República del Turquestan Oriental contra el KMT del 1944 al 1949, ja que els mongols de la República Popular estaven en una disputa fronterera amb la República de la Xina. El govern xinès va enviar un regiment de cavalleria hui musulmà xinès, el 14è de la cavalleria Tungan, per atacar les posicions mongoles i soviètiques al llarg de la frontera durant l'incident de Pei-ta-shan.

## Referències

La bandera nacional de l'Uiguristan

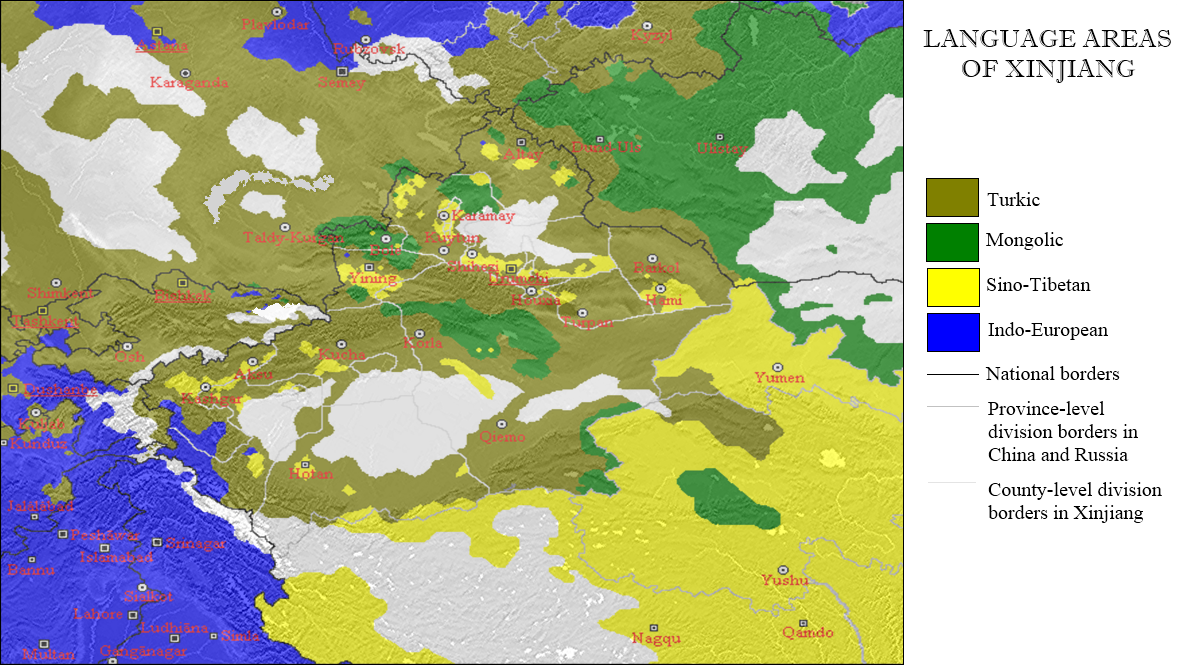
Les llengües a l'Uiguristan